# الفراشة السوداء
الفراشة السوداء هو فيلم تلفزي مغربي من إخراج حسن غنجة سنة 2002، وبطولة كل من يونس ميكري، عبد الغني الصناك، محمد سعيد عفيفي، محمد مروازي، ثريا جبران، وآخرون.
قصة الفيلم مأخوذة عن رواية تحمل العنوان نفسه للكاتب عبد الإله الحمدوشي، وتتناول عالم المافيا وتهريب المخدرات والجريمة.

## القصة
يعود «لكبير» من المهجر بنية الانتقام لمقتل أبيه، الذي اغتالته إحدى عصابات المخدرات. ولتحقيق ذلك يتعاون الشاب مع أفراد الشرطة بغية نسج خيوط القضية، وإلقاء القبض على العقول المدبرة لعمليات تهريب المخدرات
يسعى الضابط «يقظان» والمفتش «عمر» للإيقاع بأفراد العصابة. تنطلق عملية البحث عن الجناة بمجرد مقتل والد «لكبير»، حيث كان يعمل القتيل لصالح شبكة ترويج المخدرات. ويستعين المحقق بلكبير الذي اختار سبيل المغامرة من أجل الانتقام لأبيه، مستعينا في ذلك بالدعم النفسي لوالدته.

## روابط خارجية
- فيلم الفراشة السوداء على قاعدة بيانات الأفلام العربية